# Jaya Tunggal
Jaya Tunggal is een bestuurslaag in het regentschap Musi Rawas van de provincie Zuid-Sumatra, Indonesië. Jaya Tunggal telt 1452 inwoners (volkstelling 2010).